# Marcel André Boisard
Pour les articles homonymes, voir Boisard.
Marcel André Boisard, né en 1939 à Genève où il meurt le 7 avril 2024, est un universitaire ayant eu une carrière internationale, au Comité International de la Croix-Rouge (CICR), de professeur et aussi à l’Organisation des Nations unies (ONU).

## Biographie
Après avoir obtenu un doctorat à l’Institut de hautes études internationales et du développement de Genève, Marcel André Boisard a commencé sa carrière internationale au début des années 60 comme délégué du comité international de la Croix-Rouge. Basé au Caire, il participe, dans des zones de conflit du monde arabo-musulman, à différentes négociations telles que la libération des otages des détournements de Dawson's Field à Zarka en Jordanie lors du Septembre noir.
D’octobre 1975 à juin 1980, il a enseigné à l’Institut supérieur d’études internationales à Genève. Il a publié en 1979 un ouvrage intitulé L'Humanisme de l'islam et montrant la compatibilité de l’islam avec les idées de liberté, d’égalité et de pacifisme à rebours des préjugés occidentaux. 
En 1980, il entre au service de l'UNITAR, comme attaché de recherche. En juin 1983, il est nommé directeur du bureau européen de l'UNITAR, puis directeur général de 1992 à 2007. Le 1er août 2001, il est également nommé sous-secrétaire général de l'Organisation des Nations unies.
Le dernier ouvrage de Marcel A. Boisard, intitulé Une si belle illusion - Réécrire la Charte des Nations Unies a été bien reçu. Citation de la critique parue dans Choisir, revue culturelle d’information et de réflexion, en juillet 2018 : « Loin d’être un manuel un peu sec, l’ouvrage, de lecture agréable, nourrit l’intelligence et la sensibilité du lecteur».[pertinence contestée]
Marcel André Boisard meurt à Genève le 7 avril 2024, à l’âge de 84 ans. 

## Principales publications
- Marcel A. Boisard: L’Humanisme de l’Islam, Albin Michel, Paris, 1979, 436 pages (« Prix franco-arabe »), quatre réimpressions.
- Marcel A. Boisard: L’Islam aujourd’hui, Flammarion, Paris, 1985, 279 pages.
- Marcel A. Boisard : De l’influence vraisemblable de la civilisation arabo-musulmane sur les « fondateurs du droit international », Genève, 1985.
- Marcel A. Boisard : Guide pratique à l’attention des collaborateurs du CICR en terres d’Islam. Genève, 1989, 198 pages.
- In Studia Diplomatica : « Une politique européenne de la culture : l’art de l’impossible ? », 1977.
- In Relations Internationales : « Les accords de Camp David à l’épreuve de sionisme et du panarabisme », 1979.
- In Der unbekannte Islam, Cologne 1982 : « Die islamische Vorstellung vom Staat ».
- In International Journal of Islam and Arabic Studies, Bloomington USA, 1984: « Islam and the West: Towards a True Cultural Dialogue ? »
- In Weltmach Islam, Munich  1988 : « Eine Geschichte von globalem Ausmass ».
- Boisard, M.A. and November, A.:  Répertoire des principales institutions s’intéressant à l’Afrique noire. Genève 1964.
- Contribution to Freymond, J. : « Les hommes d’Etat célèbres de 1920 à nos jours », Paris 1977.
- Boisard, M.A. and Chossudovsky, E.M.:  The United Nations System at Geneva:  Scope and Practices of Multilateral Diplomacy and Cooperation. Geneva 1992, 484 pages. Second revised edition by J.Lemoine. Geneva, 1998, 504 pages.
- Boisard, M.A.: Une si belle illusion - Réécrire la Charte des Nations unies, Paris, Éditions du Panthéon, 2018, 466 pages.